# Alexej Jakimenko
Alexej Andrejevič Jakimenko (* 31. října 1983 Barnaul, Sovětský svaz) je ruský sportovní šermíř, který se specializuje na šerm šavlí. Rusko reprezentuje od roku 2002. Na olympijských hrách startoval v roce 2004, 2008, 2012, 2016 v soutěži jednotlivců a družstev. V soutěži jednotlivců je jeho maximem osmifinále z olympijských her 2012. V roce 2015 získal titul mistra světa a je pětinásobným mistrem Evropy (2006, 2010-2012, 2014) v soutěži jednotlivců. S ruským družstvem šavlistů vybojoval v roce 2004 bronzovou olympijskou medaili a vybojoval šest titulů mistra světa (2003, 2005, 2010, 2011, 2013, 2016) a sedm titulů mistra Evropy (2003-2005, 2007-2008, 2012, 2016).